# Kieran Modra
Kieran John Modra, AM (* 27. März 1972 in Port Lincoln; † 13. November 2019 am Sturt Highway bei Kingsford, South Australia, Australien) war ein australischer Radsportler, der auf Bahn und Straße aktiv war. Er startete in der Paracycling-Klasse B für Sehbehinderte. Von 1988 bis 2012 errang er bei acht Teilnahmen an Paralympischen Spielen fünf Gold- und fünf Bronzemedaillen.

## Persönliches
Kieran Modra war von Geburt an sehbehindert. Seine Schwester ist Tania Modra, die beim Tandemrennen der Sommer-Paralympics 2000 in Sydney als Pilotin Sarnya Parker zu zwei Goldmedaillen führte. Im Mai 1997 heiratete er Kerry Golding; das Ehepaar bekam drei Kinder.
Er starb während einer Trainingsfahrt nach dem Zusammenprall mit einem Auto auf dem Sturt Highway, in der Nähe von Gawler, nördlich von Adelaide.

## Sportliche Laufbahn

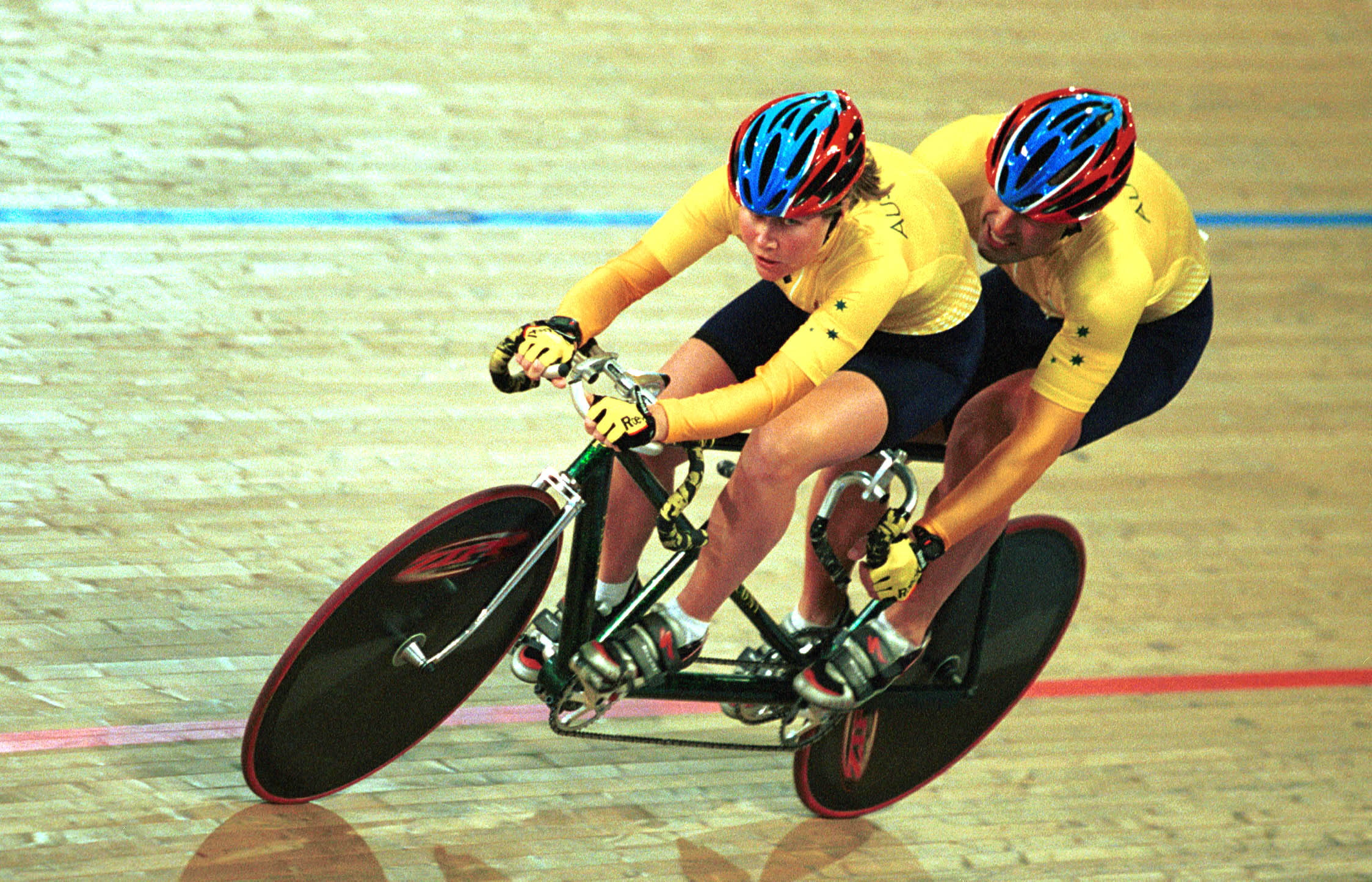
Kerry und Kieran Modra bei den Sommer-Paralympics 2008

1987 begann Modra mit Stabhochsprung und gewann 1989 die australischen Schulmeisterschaften. 1988 startete er bei den Sommer-Paralympics in der Leichtathletik. Nach einer Knieverletzung begann er 1990 mit dem Schwimmsport. 1992 nahm er an den Paralympics im Schwimmen und in der Leichtathletik teil und errang zwei Goldmedaillen im Schwimmen.

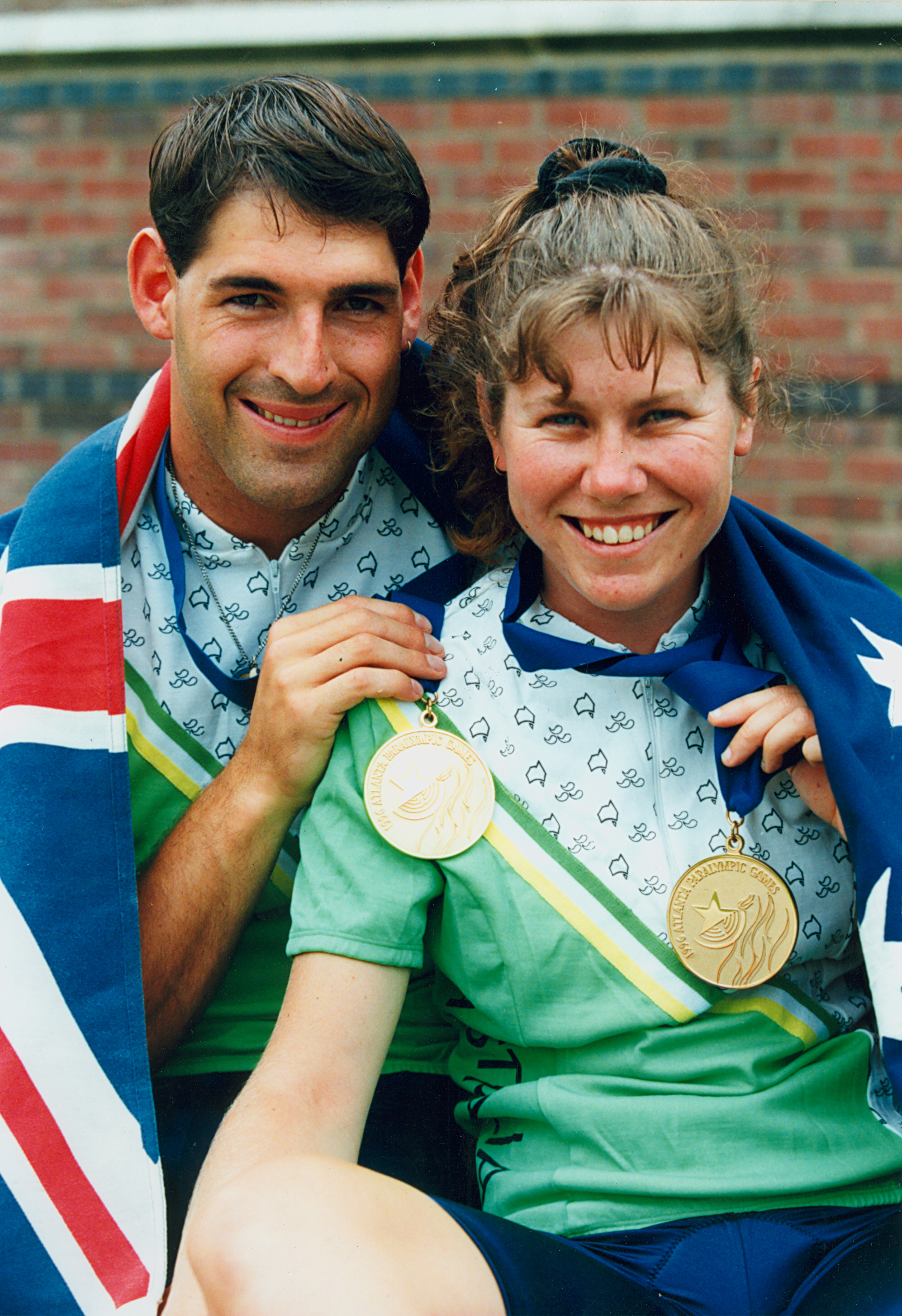
Kieran Modra und seine Frau Kerry

1995 wandte sich Kieran Modra dem Radsport zu, weil dies, so seine Aussage, eine „Form der Fortbewegung“ sei. Bei den Sommer-Paralympics 1996 in Atlanta gewann er gemeinsam mit seiner künftigen Frau Kerry die Goldmedaille im Tandemsprint. 1998 und 1999 bekam er ein Stipendium vom Australian Institute of Sport. Zwar startete er auch bei den Sommer-Paralympics 2000 in Sydney, gewann jedoch keine Medaille. Seine schwangere Frau, die ihn pilotierte, war während des Viertelfinales im Sprint ohnmächtig geworden, und seine Schwester Tania übernahm deren Aufgaben.
Bei den Qualifikationen für die Sommer-Paralympics 2004 in Athen wurde Kieran von David Short sowie von Robert Crowe pilotiert. Kurz vor den Spielen wurde er aus dem australischen Team ausgeschlossen, da die Radsportlerin Lyn Lepore vor dem Internationalen Sportgerichtshof erfolgreich gegen seine Nominierung Einspruch erhoben hatte, mit der Begründung, wenn Modra mit seinen jeweiligen Partnern getrennt gewertet werde, stünde sie höher in der Rangliste als er. Einen Tag vor der Eröffnung der Spiele erreichte es das Australische Paralympische Komitee, dass Modra einen zusätzlichen Startplatz im Team bekam. Er gewann zwei Goldmedaillen, in der Einerverfolgung – mit der Weltrekordzeit von 4:21,451 Minuten – und im Sprint sowie eine Bronzemedaille im Einzelzeitfahren auf der Straße, jeweils auf dem Tandem in der Klasse B1–3. Im Halbfinale des Sprint-Wettbewerbs stürzten Modra und Short und verletzten sich leicht, 45 Minuten später gewannen sie im Finale die Goldmedaille.
Am 21. August 2007 stellte Modra gemeinsam mit Tyson Lawrence in Bordeaux mit 4:20,891 Minuten einen neuen Weltrekord in der Einerverfolgung auf. Bei dem Sommer-Paralympics 2008 verbesserte er mit Lawrence seinen eigenen Weltrekord in der Einerverfolgung zweimal auf schließlich 4:18,166. Zudem holte das Duo Bronze im Zeitfahren.

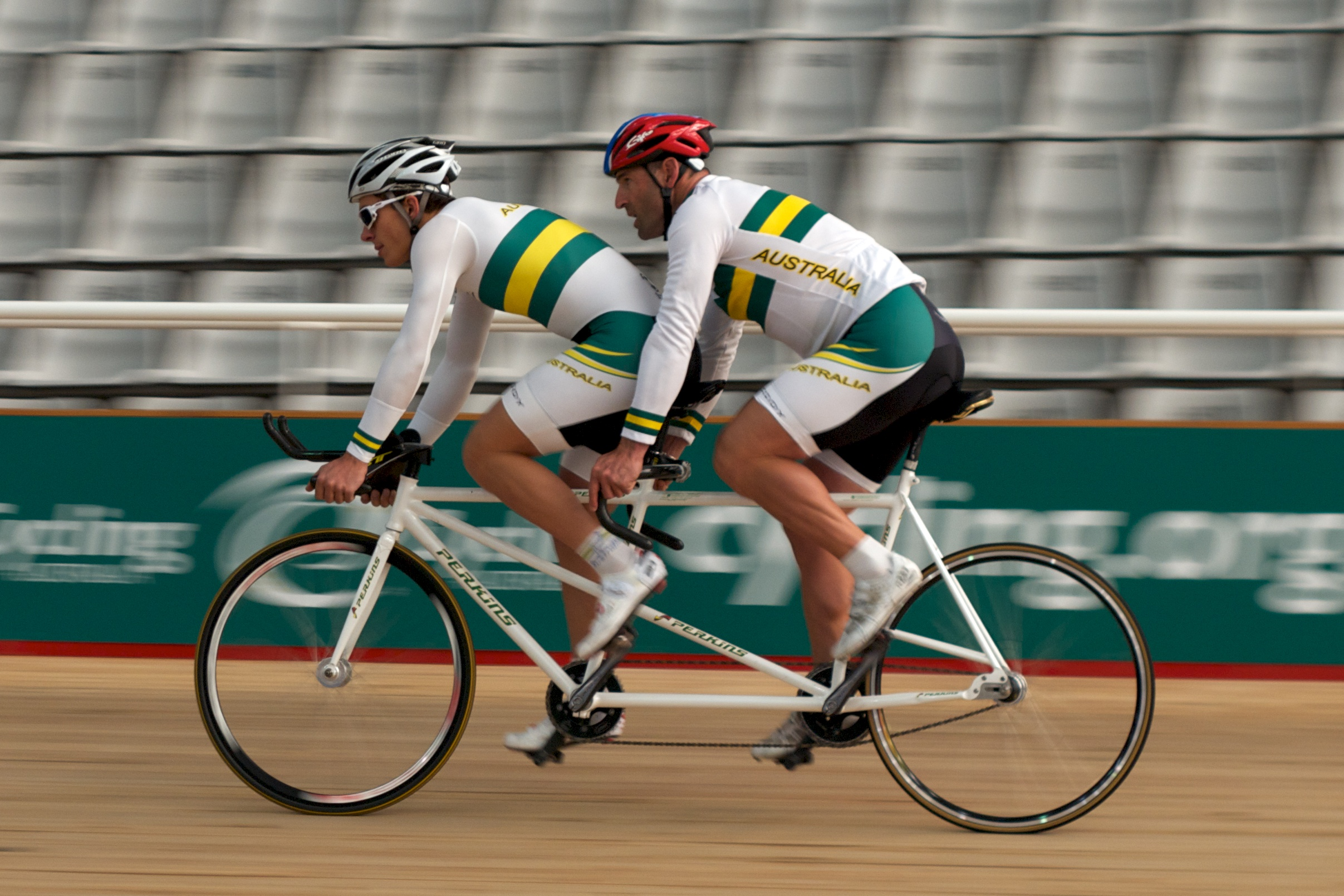
Scott McPhee und Kieran Modra (2012)

Ab 2011 fuhr Kieran Modra Rennen mit einem neuen Piloten, mit Scott McPhee. Gemeinsam gewannen die beiden bei den UCI-Paracycling-Bahnweltmeisterschaften 2011 in Montichiari die Goldmedaille in der Einerverfolgung mit einer neuen Weltrekordzeit von 4:17,780 Minuten. Obwohl er im Dezember 2011 einen Trainingsunfall hatte und dabei Wirbelbrüche erlitt, gewann er bei den Sommer-Paralympics 2012 in London mit McPhee die Goldmedaille in der Einerverfolgung.
Bei den UCI-Paracycling-Bahnweltmeisterschaften 2014 in Aguascalientes fuhr Modra gemeinsam mit Jason Niblett als Pilot, und die beiden gewannen zwei Silbermedaillen, im Sprint sowie im Zeitfahren.
2016 errang Kieran gemeinsam mit David Edwards eine weitere Bronzemedaille im Einzelzeitfahren bei den Paralympics in Rio de Janeiro.

## Ehrungen
1997 wurde Kieran Modra mit der Medaille des Order of Australia (OAM) ausgezeichnet. Im Jahr 2000 erhielt er die Australian Sports Medal. Im Dezember 2011 wurde er gemeinsam mit Scott McPhee vom South Australian Sports Institute zum  SASI Athlete with a Disability of the Year gekürt. 2014 wurde er Member des  Order of Australia (AM).